# Paroisse de Greenwich
Pour l’article homonyme, voir Greenwich.
La paroisse de Greenwich est à la fois une paroisse civile et un ancien district de services locaux (DSL) canadien du comté de Kings, au Nouveau-Brunswick. Dans le cadre de la réforme de la gouvernance locale du 1er janvier 2023, le DSL a été annexé au district rural de Fundy.

## Toponyme

Greenwich Village, à New York.

Greenwich est probablement nommé d'après Greenwich Village, à New York. La raison de ce choix n'est pas connue.
Browns Flat s'appelait à l'origine Long Reach; son bureau de poste porte le nom de Browns Flats entre 1895 et 1963 et sa gare s'appelait Grand View. Catons Island, sur l'île Caton, est vraisemblablement nommé ainsi en l'honneur d'Isaac et James Caton, deux pré-loyalistes ayant reçu des terres dans les environs. L'île est aussi appelée île Fosters, en l'honneur de la famille Foster qui en fut propriétaire. Selon William Francis Ganong, les Malécites lui donnaient le nom de Ah-men-henit-murs-eek-wol. Central Greenwich porte à l'origine le nom de Round Hill. Cheyne Settlement porte à l'origine le nom de Hightle's Corner, en l'honneur de James Hightle. Le hameau est renommé en l'honneur du colon Robert Cheyne. Evandale porte jusqu'en 1866 le nom de Worden, en l'honneur de Jarvis Worden (1756-1842), un Loyaliste. Johnson Croft rappelle le premier maître des postes, F». Johnson. Le hameau de Keytings Corner est vraisemblablement nommé en l'honneur de John Keatings, son premier maître des postes. Lynch Corner rend également hommage à son premier maître des postes, William Lynch. Morrisdale est aussi vraisemblablement nommé en l'honneur de son premier maître des postes, George F. Morris. Woodmans Point est nommé en l'honneur d'Alexander Malet Woodman (1837-1899), un prince-édouardien s'étant établi à cet endroit en 1859; le village porte à l'origine le nom de Brittains Point.

## Géographie

### Villages et hameaux
Greenwich comprend les hameaux de Greenwich Hill, Days Corner, Browns Flat, Cochrane Corner, Johnson Croft, Lynch Corner, Brown Corner, Glenwood, Central Greenwich, Oak Point, Upper Greenwich et Evandale.

## Histoire
Le village saisonnier de pêche d'Emenenic est le plus ancien établissement acadien sur le fleuve Saint-Jean, fondé vers 1610 par des pêcheurs et marchands malouins défiant Jean de Poutrincourt. En octobre 1611, son fils, Charles de Biencourt, attaque l'île. La population se rend et Pierre Biard célèbre ce qui est probablement la première messe du Nouveau-Brunswick. Le père Biard est d'ailleurs le premier à mentionner le lieu dans une lettre datée de 1612.
La paroisse de Greenwich est colonisée vers 1785 par des Loyalistes, qui achètent les terres du Manoir Kembles, entre Oak Point et le comté de Queens. Ce sont leurs descendants qui colonisent l'arrière-pays. La paroisse civile de Greenwich est érigée en 1795.
Le bureau de poste d'Oak Point est fondé en 1844. Les bureaux de poste de Central Greenwich et de Greenwich Hill sont fondés en 1860,. Celui d'Upper Greenwich est fondé en 1866.
Durant les années 1860, l'économie est axée principalement sur l'agriculture,.
Le bureau de poste de Lily Lake est fondé en 1877. Des bureaux de poste sont ouverts en 1885 à Cheyne Settlement, Days Corner et Keatings Corner,,,. Le bureau de poste de Public Landing est ouvert en 1886, la même année que celui d'Evandale. Celui de Johnson Croft est quant à lui inauguré en 1887. Celui de Keatings Corner est toutefois fermé en 1889 alors qu'un nouveau, toujours existant, est fondé en 1895 à Browns Flat. En 1896, c'est au tour de Lynch Corner d'avoir un bureau.
La navigation sur le fleuve Saint-Jean nécessite la construction de phares et, selon un recensement de 1898, il y en a un à Oak Point et un autre à Woodmans Point. Selon le même recensement, il y a une scierie à Central Greenwich et Oak Point, un moulin à farine à Greenwich Hill ainsi qu'une manufacture de patins à Central Greenwich,,. Il y a aussi une église à Browns Flat, Days Corner Johnson Croft, Oak Point, Public Landing et Upper Greenwich ainsi que deux à Central Greenwich. Il y a des hôtels à Central Greenwich, Evandale, Greenwich Hill, Oak Point et Public Landing; Evandale est d'ailleurs un lieu de villégiature estival,,,,. Il y a finalement un magasin à Bowns Flat, deux à Central Greenwich, deux à Days Corner, deux à Greenwich Hill, un à Oak Point et deux à Public Landing,,,,,.
Le bureau de poste de Glenwood est inauguré en 1903 et celui de Morrisdale en 1906. Celui de Lily Lake est fermé en 1905, suivi de Lynch Corner en 1913. Woodmans Point compte un bureau de poste entre 1914 et 1919. Le bureau de poste de Cheyne Settlement ferme ses portes en 1915. Days Corner perd son bureau de poste en 1922. L'année 1928 voit la fermeture des bureaux de poste de Morrisdale et de Public Landing,. Evandale et Upper Greenwich perdent leur bureaux de poste en 1931,, suivi de Johnson Croft en 1932.
Le hameau de Cheyne Settlement est abandonné en 1940.
Le bureau de poste de Glenwood ferme ses portes en 1954, suivi par ceux de Greenwich Hill en 1958, de Central Greenwich en 1964.
La municipalité du comté de Kings est dissoute en 1966. La paroisse de Greenwich devient un district de services locaux en 1967.
Le bureau de poste d'Oak Point ferme ses portes en 1970.
L'école de Browns Flat est inaugurée en 1987.

## Démographie
(juillet 2016).
D'après le recensement de Statistique Canada, il y avait 1091 habitants en 2001, comparativement à 1175 en 1996, soit une baisse de 7,1 %. La paroisse compte 522 logements privés, a une superficie de 114,31 km2 et une densité de population de 9,5 habitants au km².
| 2001  | 2006  | 2011  | 2016  |
| ----- | ----- | ----- | ----- |
| 1 091 | 1 043 | 1 047 | 1 058 |

## Économie
Entreprise Fundy, membre du Réseau Entreprise, a la responsabilité du développement économique.

## Administration

### Comité consultatif
En tant que district de services locaux, Greenwich est administré directement par le Ministère des Gouvernements locaux du Nouveau-Brunswick, secondé par un comité consultatif élu composé de cinq membres dont un président.

### Commission de services régionaux
La paroisse de Greenwich fait partie de la Région 9, une commission de services régionaux (CSR) devant commencer officiellement ses activités le 1er janvier 2013. Contrairement aux municipalités, les DSL sont représentés au conseil par un nombre de représentants proportionnel à leur population et leur assiette fiscale. Ces représentants sont élus par les présidents des DSL mais sont nommés par le gouvernement s'il n'y a pas assez de présidents en fonction. Les services obligatoirement offerts par les CSR sont l'aménagement régional, l'aménagement local dans le cas des DSL, la gestion des déchets solides, la planification des mesures d'urgence ainsi que la collaboration en matière de services de police, la planification et le partage des coûts des infrastructures régionales de sport, de loisirs et de culture; d'autres services pourraient s'ajouter à cette liste.

### Représentation et tendances politiques
Nouveau-Brunswick: Greenwich fait partie de la circonscription provinciale de Fundy-River Valley, qui est représentée à l'Assemblée législative du Nouveau-Brunswick par Jim Parrott, du Parti progressiste-conservateur. Il fut élu en 2010.
 Canada: Greenwich fait partie de la circonscription électorale fédérale de Nouveau-Brunswick-Sud-Ouest, qui est représentée à la Chambre des communes du Canada par Gregory Francis Thompson, ministre des Anciens Combattants et membre du Parti conservateur. Il fut élu lors de la 40e élection fédérale, en 1988, défait en 1993 puis réélu à chaque fois depuis 1997.

## Vivre dans la paroisse de Greenwich
L’école de Brown's Flat accueille les élèves de la maternelle à la 5e année. C'est une école publique anglophone faisant partie du district scolaire #8.
Le DSL est inclus dans le territoire du sous-district 9 du district scolaire Francophone Sud. L'école Samuel-de-Champlain de Saint-Jean est l'établissement francophone le plus proche alors que les établissements d'enseignement supérieurs les plus proches sont dans le Grand Moncton.
Greenwich possède une caserne de pompiers. Il y a un bureau de poste à Browns Flat.
Le parc Kiwanis Oak Point dispose d'un terrain de camping et d'une plage d'eau douce non surveillée, avec toilettes, douches et aire de pique-nique.
L'église St. Paul's d'Oak Point est une église anglicane.
L'île Caton compte un camp à vocation chrétienne.
Les détachements de la Gendarmerie royale du Canada les plus proches sont à Gagetown et à Grand Bay-Westfield.
Les anglophones bénéficient du quotidien Telegraph-Journal, publié à Saint-Jean, et du Kings County Records, de Sussex. Les francophones bénéficient quant à eux du quotidien L'Acadie nouvelle, publié à Caraquet, ainsi que l'hebdomadaire L'Étoile, de Dieppe.

## Architecture et monuments
Le plus haut phare de la vallée du fleuve Saint-Jean est situé au parc Kiwanis Oak Point. Une plaque installé en 1911 sur l'île Caton commémore l'établissement d'Emenenic.